# Ford Transit Custom
Ford Transit Custom — фургони вантажопідйомністю в 1 тонну виробництва компанії Ford.

## Перше покоління (2012–2023)

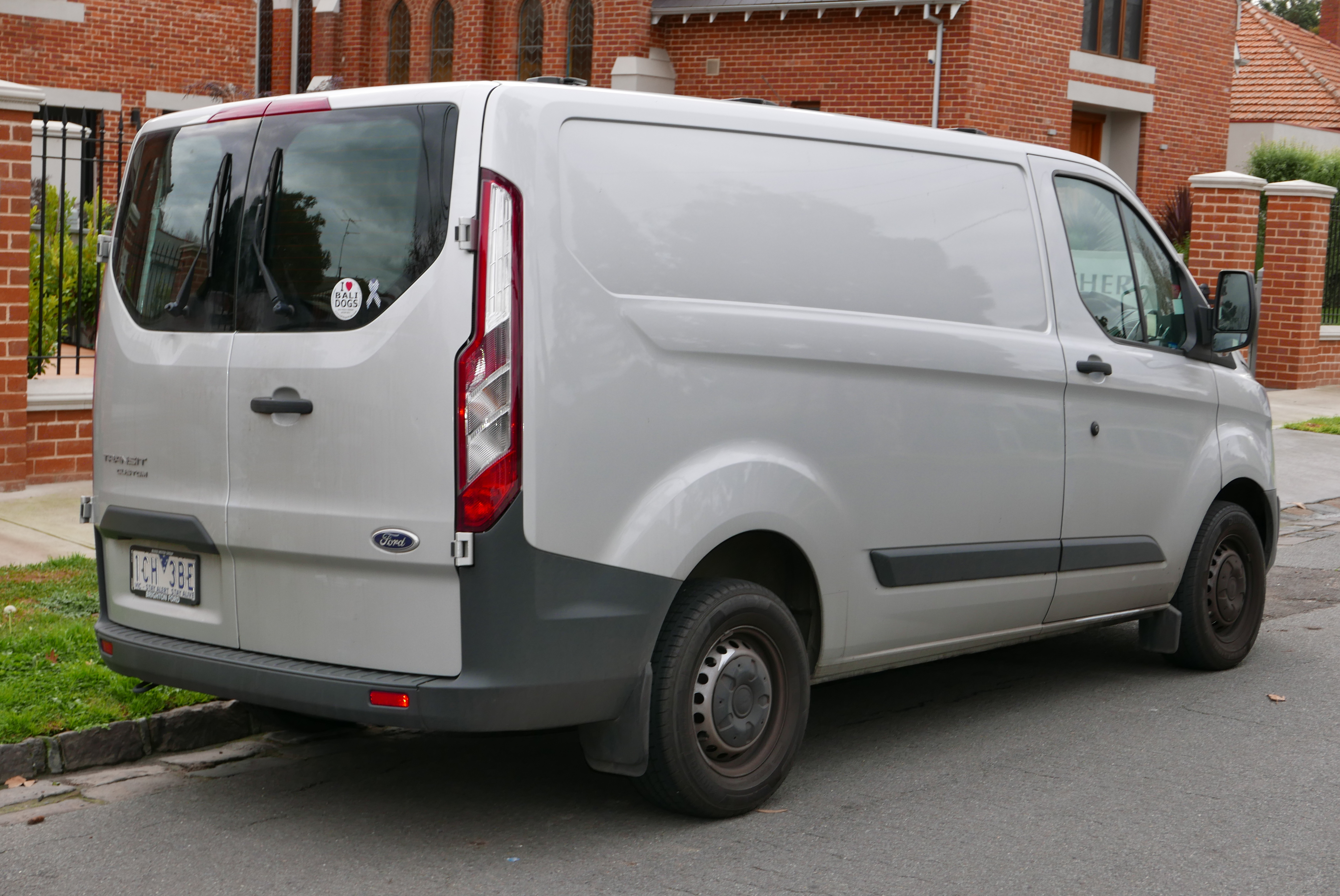
Ford Transit Custom фургон (2012-2018)

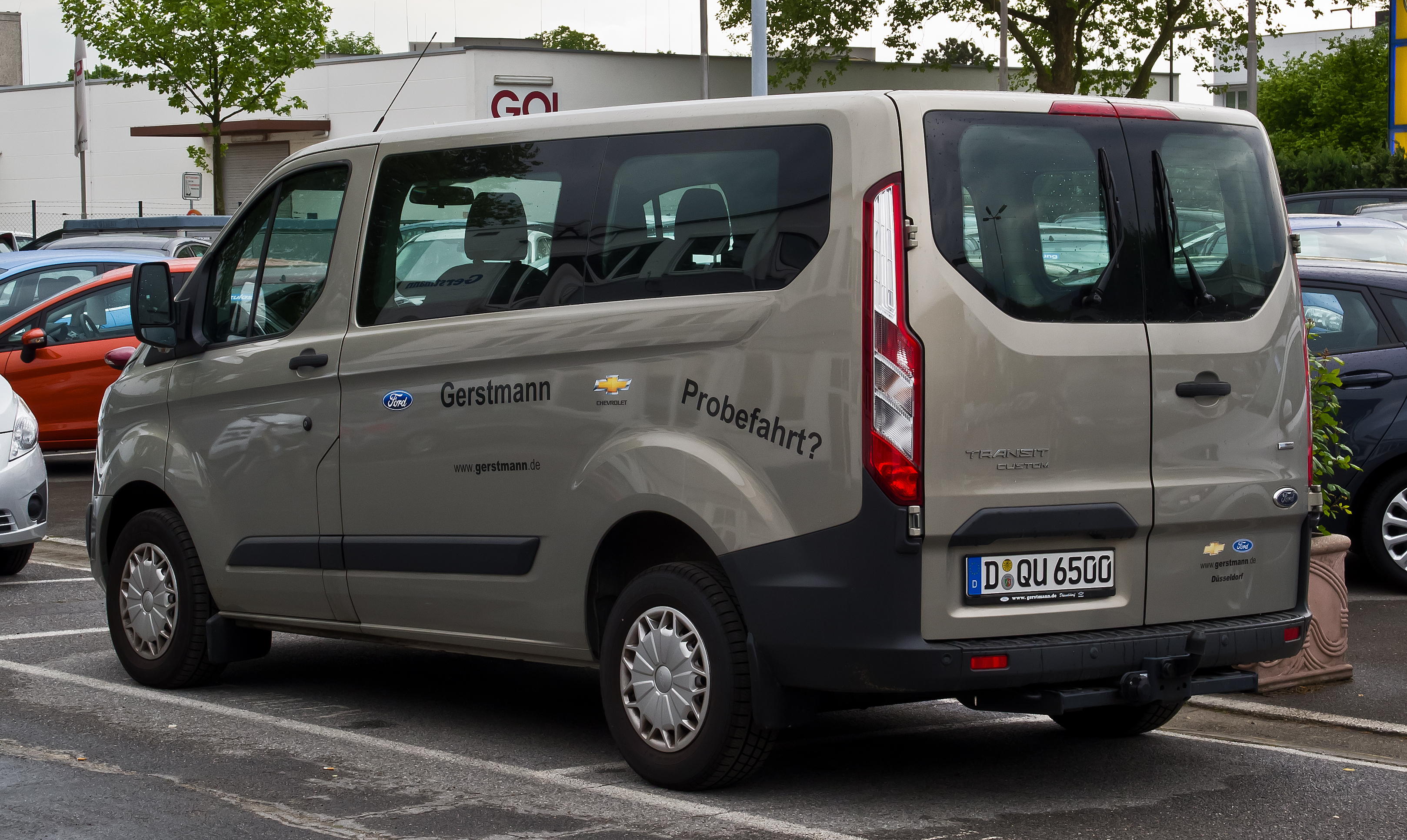
Ford Transit Custom Kombi (2012-2018)

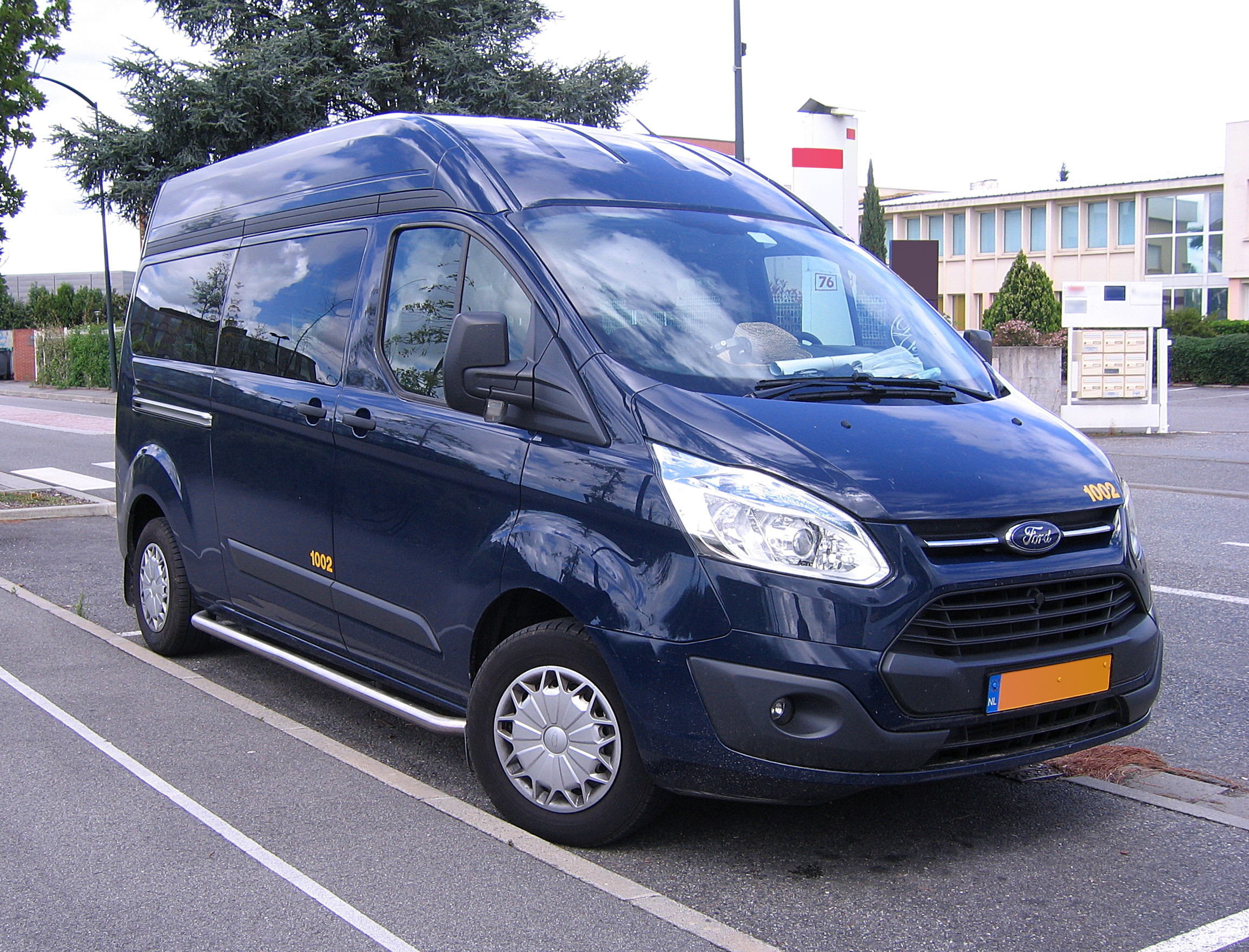
Ford Transit Custom з високим дахом

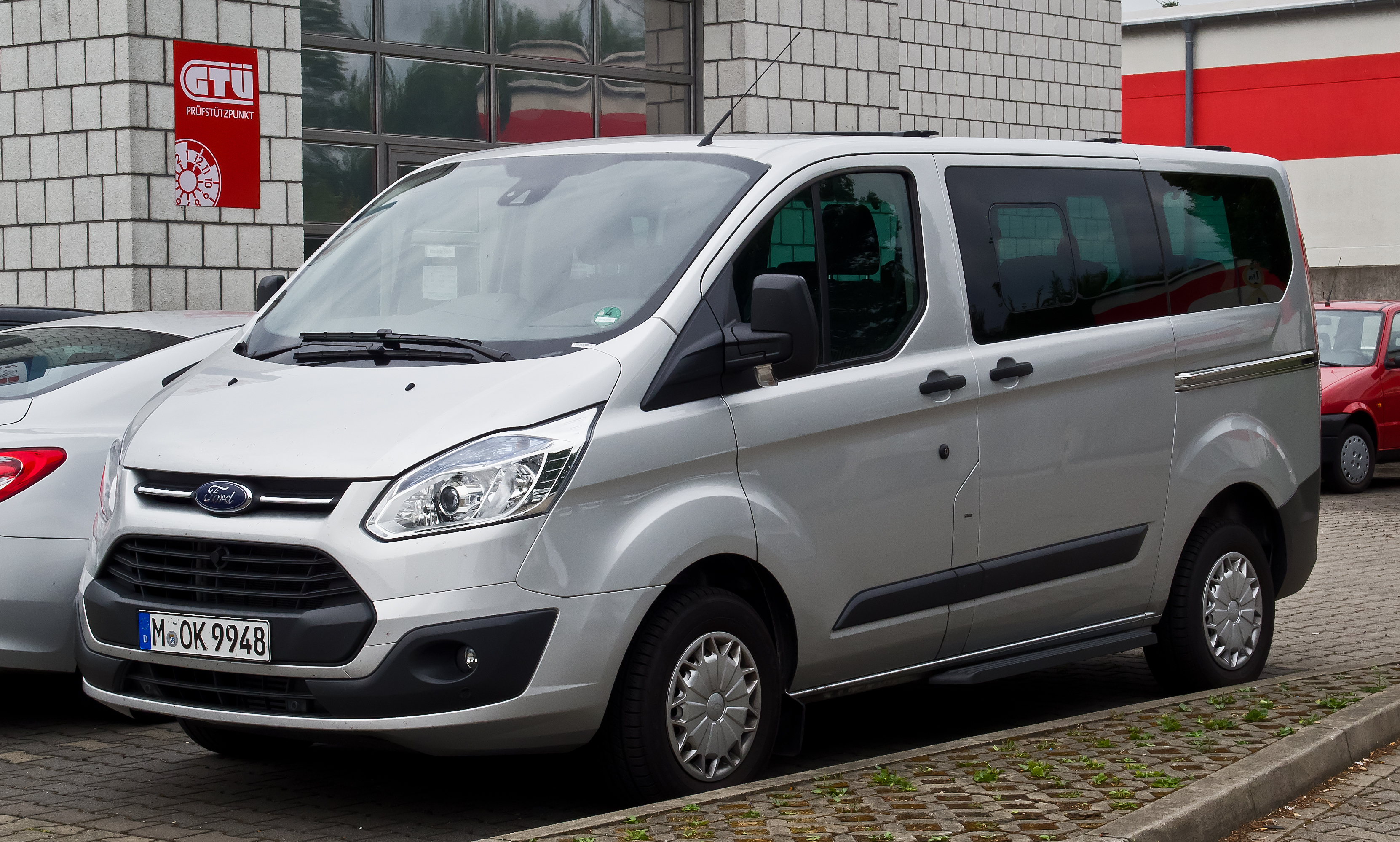
Ford Tourneo Custom (2012-2018)

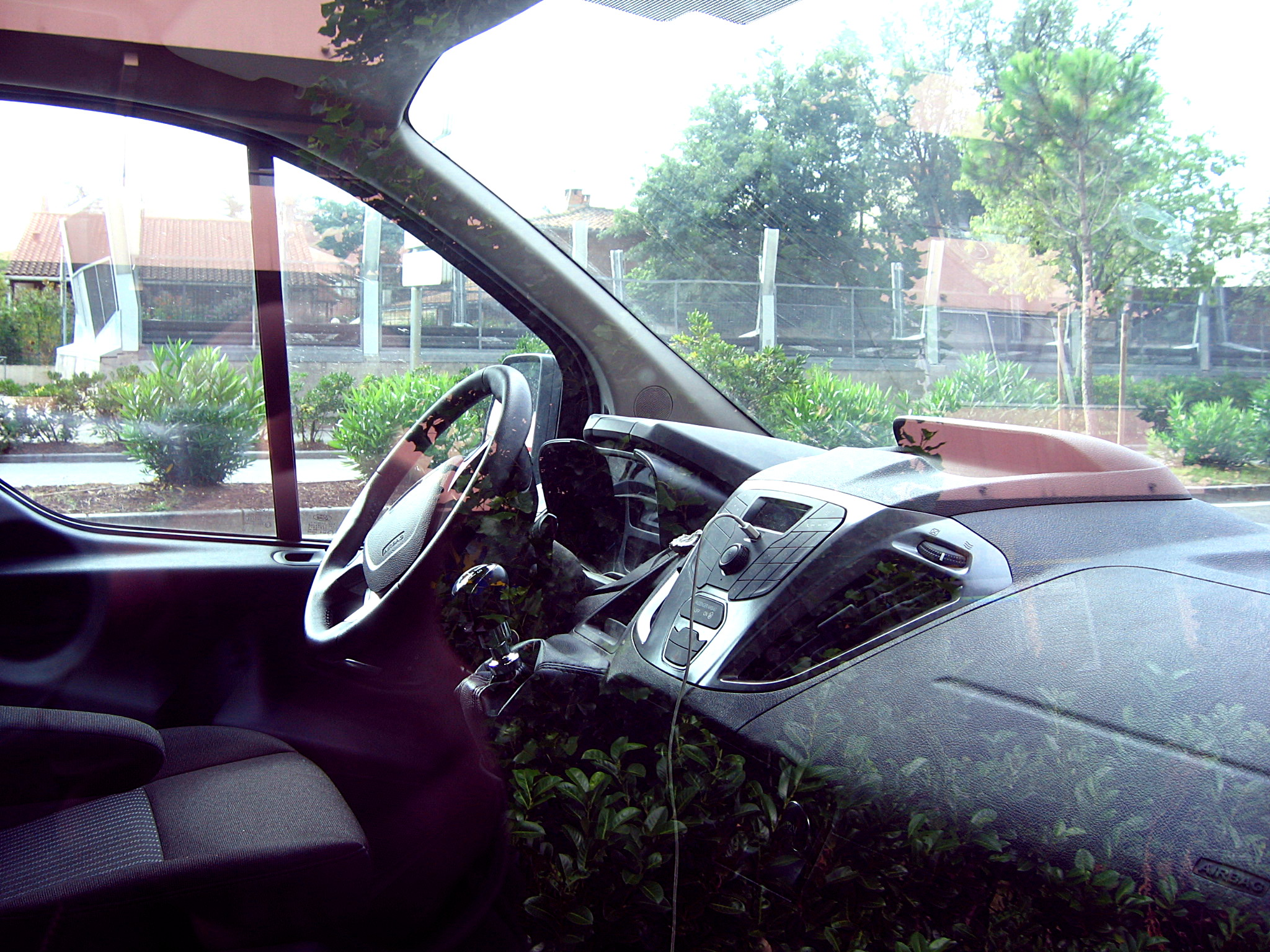

Концепт-кар моделі під назвою Ford Transit Custom Concept вперше представлений на Женевському автосалоні в березні 2012 року. Серійна версія виготовляється з другої половини 2012 року. Автомобіль прийшов на заміну короткобазного Ford Transit шостого покоління. Автомобіль отримав титул Міжнародний фургон 2013 року.
Виділення в окрему модель було зроблено в рамках концепції One Ford Plan, коли модель була розділена на три лінійки: власне фургони Ford Transit; средньорозмірні вантажні фургони Transit Custom з їх пасажирською версією Tourneo Custom; і легких розвізних і пасажирських машин Transit Connect.
Пасажирська версія отримала назву Ford Transit Custom Kombi. Автомобілі пропонуються виключно з переднім приводом. Автомобіль покликаний скласти конкуренцію Mercedes-Benz Vito і Volkswagen Transporter.
Автомобілі пропонуються в комплектаціях: Ambiente, Trend, Limited, Sport.
З кінця 2013 року модель випускається на заводі Форд в турецькому місті Бурса.
Модель не проводиться для ринку Північної Америки (США і Канада), але продається в Мексиці. Також з 2016 року продається в Китаї.
Моделі 2016 року отримали додаткове обладнання безпеки, покращені параметри управління та більше сучасних технологій. Автомобіль оснащений спеціально розробленою програмою стабільності. Передбачені  технологія захисту від перекидання та контроль стійкості. У базу моделей увійшли: протибуксувальна система та функція допомоги при екстреному гальмуванні. Опцією для Transit Custom є система попередження про з’їзд зі смуги, яка подасть сигнал у вигляді вібрації керма, якщо автомобіль пересіче розмітку без увімкнених сигналів повороту. За додаткову плату запропонована система передаварійної безпеки з функцією виявлення пішоходів.  Рульове колесо автомобіля оснащене: елементами управління радіо, Bluetooth, круїз-контролю та голосових команд. 
Ford Tourneo Custom - версія мінівен, яка складає конкуренцію Mercedes-Benz Viano/Mercedes-Benz V-Клас і Volkswagen Multivan. Це практичний та функціональний транспортний засіб, який добре підходить для перевезення людей. Він однаково добре адаптується для виконання комерційних та індивідуальних завдань. Працьовитий Tourneo Custom отримав сучасні екстер’єр і інтер’єр та хороший перелік стандартного оснащення. Усі моделі Tourneo Custom постачаються з бічними розсувними дверима, дверними порогами, килимовим покриттям, системою опалення, системою вентиляції з окремим кондиціонуванням задніх сидінь, бортовим комп’ютером, USB-портом, електроприводом вікон та дистанційним закриванням дверей. Модель Trend додасть шкіряне рульове колесо. Водій може скористатись елементами управління стерео, розміщеними на рульовому колесі. Кермо та рульова колонка налаштовуються по висоті та куту нахилу. Стандартними елементами безпеки стали: фронтальні подушки водія і пасажира, бічні подушки, вмонтовані у сидіння, шторки, спеціально розроблена рульова колонка, яка зменшує силу удару, електронний контроль стабільності, активна система підтримання курсової стійкості, захист від перекидання, система допомоги при екстреному гальмуванні, система допомоги при старті на схилі та антиблокувальні гальма. Усі сидіння оснащені триточковими ременями безпеки. Два центральних сидіння другого ряду отримали фіксатори ISOFIX.
Мінівен Ford Tourneo Custom 2016 року постачається з 2.2-літровими чотирициліндровими дизельними двигунами Duratorq TDCi. Усі вони компонуються шестиступінчастою механічною коробкою передач. Найменший серед силових агрегатів пропонує 100 кінських сил та 310 Нм. Золоту середину займає 2.0-літровий чотирициліндровий Duratorq TDCi двигун на 125 кінських сил. Розгін з ним відбувається за 13.0 секунд. Витрачає автомобіль 6.8 л/100км у змішаному циклі. Найбільше конячок, а саме 155, пропонує його 2.2-літровий колега. Привід у мінівену на передні колеса. 

### Фейсліфтинг 2018

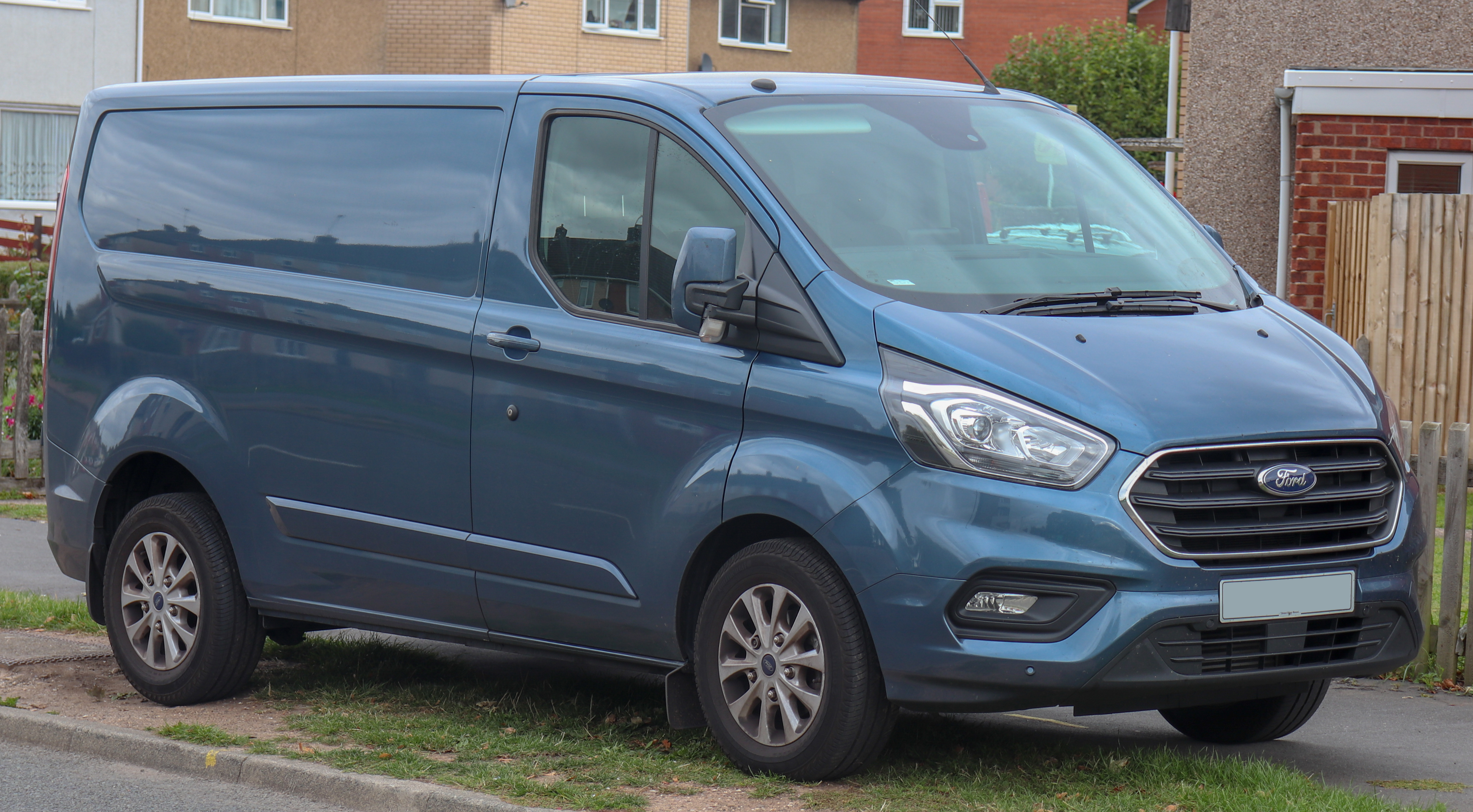
Ford Transit Custom (з 2018)

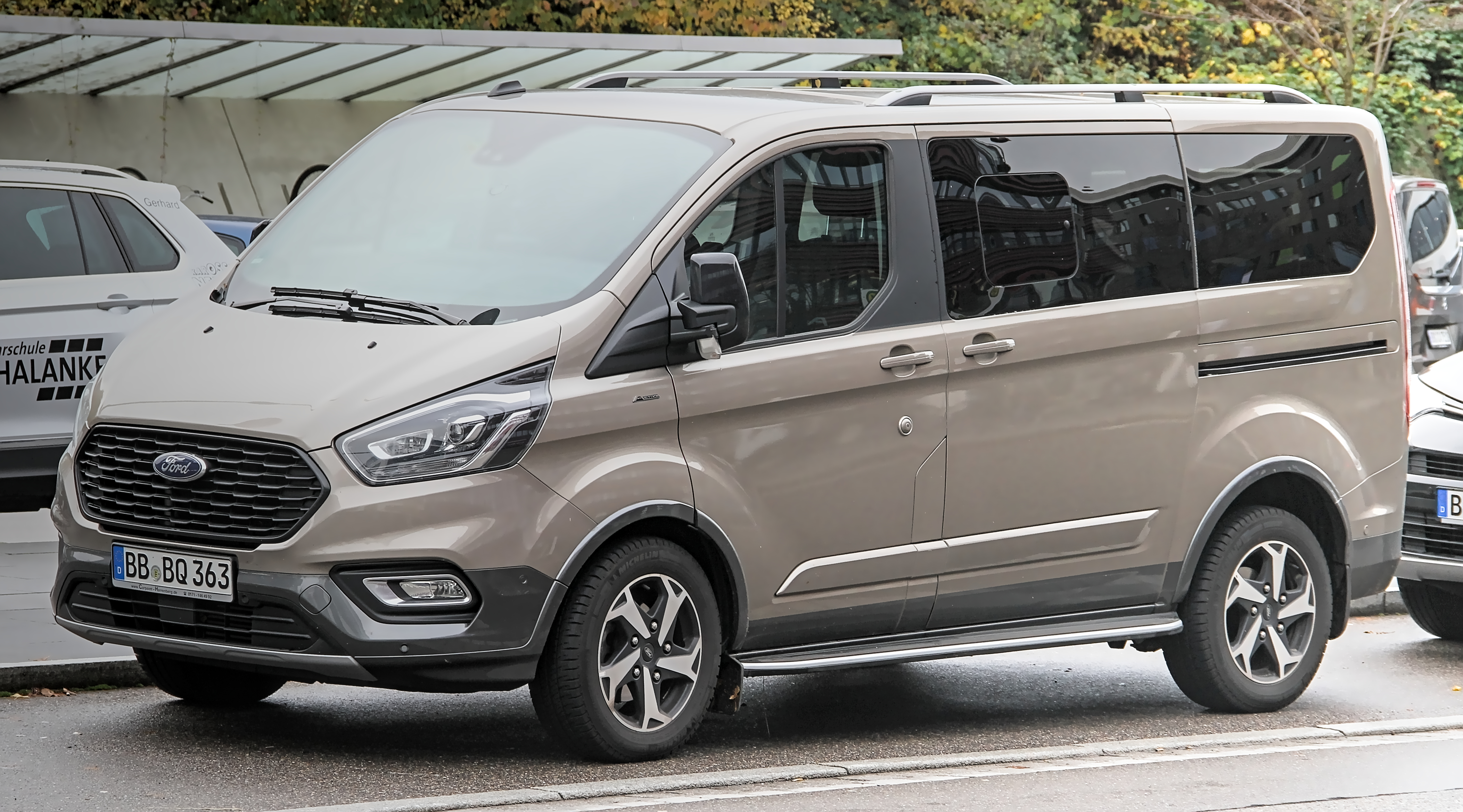
Ford Tourneo Custom Active

У 2018 році Транзит Кастом отримав фейсліфтинг. Він включав абсолютно новий вигляд передньої панелі, включаючи більшу та вищу решітку радіатора з логотипом виробника, розміщеним у центрі. Також була змінена форма фар, встановлено абсолютно новий дизайн панелі приладів. З'явилася інша система вентиляції, екран для управління мультимедійною системою і нові варіанти оснащення. Боковина і задня частина не змінювалися.
З кінця 2019 року автомобіль також буде пропонуватися як плагін-гібридна версія. Ford визначає запас ходу на електротягі до 50 км.

### Китай

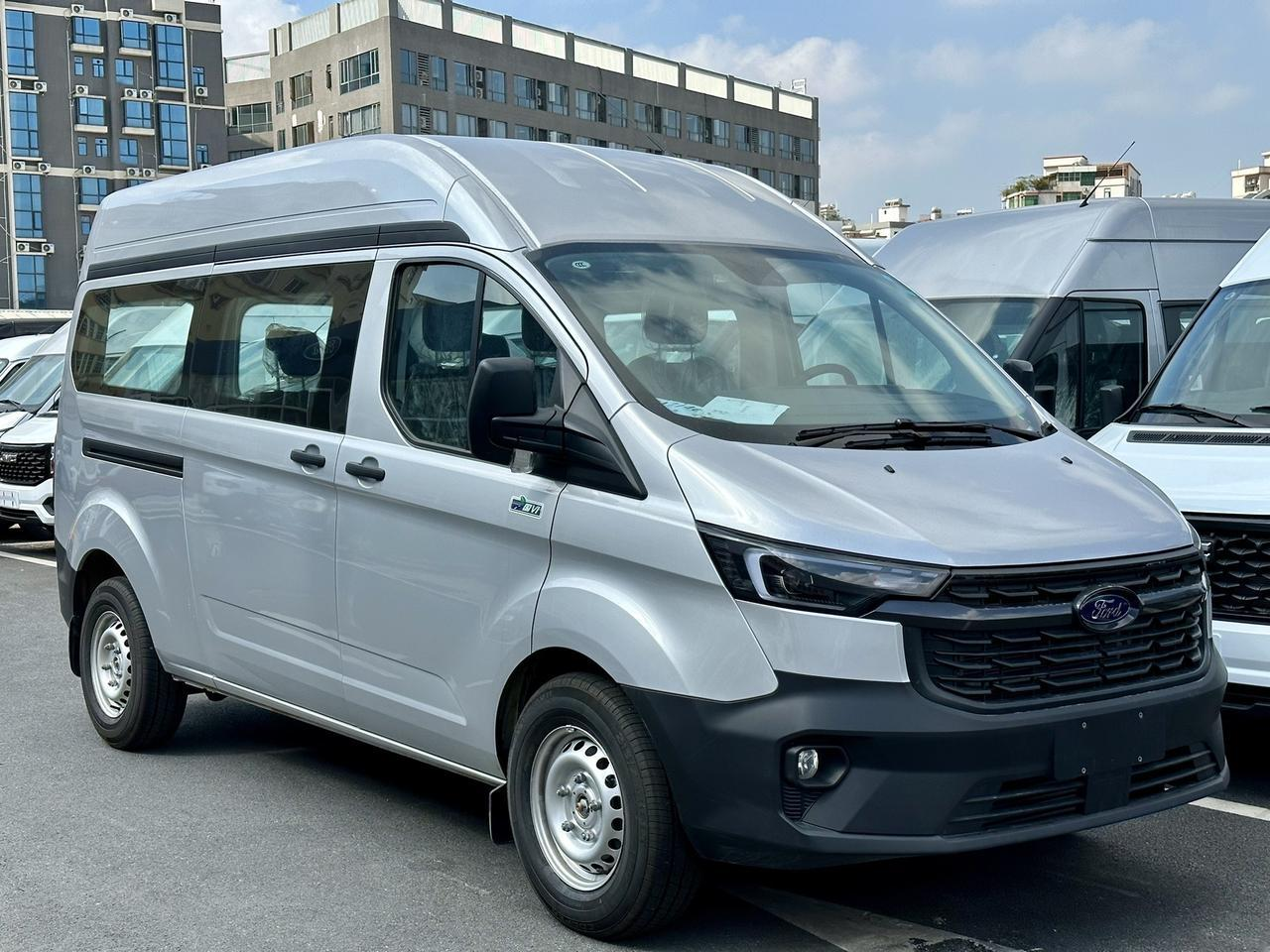
Ford Transit V362 (з 2023)

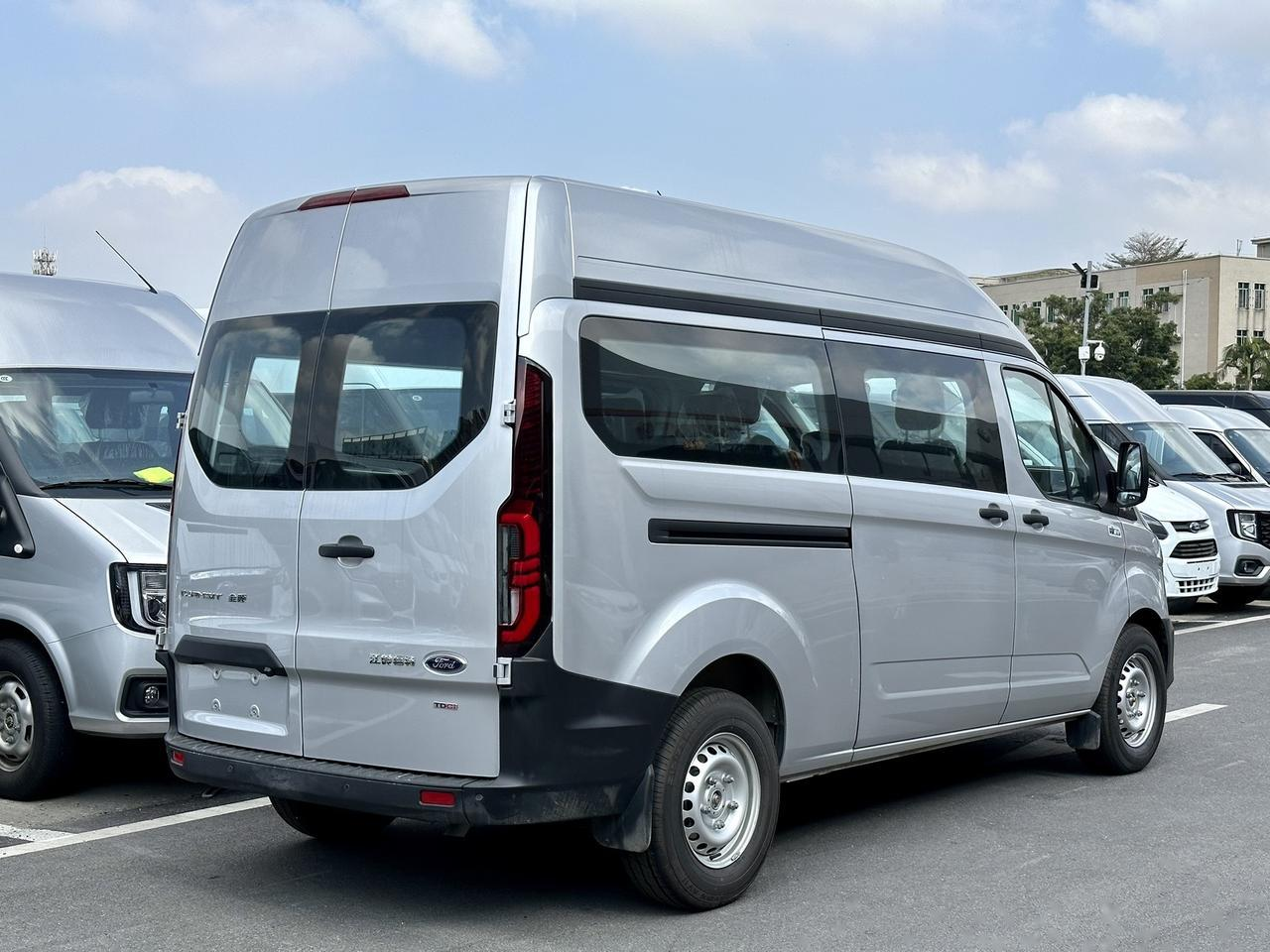
Ford Transit V362 (з 2023)

У лютому 2023 року спільне підприємство Jiangling Ford випустило оновлену версію попереднього першого покоління для китайського ринку під назвою Transit V362. 2-літровий дизельний двигун з турбонаддувом є стандартним поряд із двома варіантами трансмісії в діапазоні: 5-ступінчастою механічною та 9-ступінчастою автоматичною.

### Двигуни
| Модель       | Тип              | Об'єм    | Циліндри | Потужність (к.с./кВт) | Крутний момент (Нм) | Роки випуску |
| Дизельні     | Дизельні         | Дизельні | Дизельні | Дизельні              | Дизельні            | Дизельні     |
| ------------ | ---------------- | -------- | -------- | --------------------- | ------------------- | ------------ |
| 2.2 TDCi 100 | Duratorq ZSD-422 | 2184 см³ | 4        | 100/74                | 310                 | 2012-2016    |
| 2.2 TDCi 125 | Duratorq ZSD-422 | 2184 см³ | 4        | 125/92                | 350                 | 2012-2016    |
| 2.2 TDCi 155 | Duratorq ZSD-422 | 2184 см³ | 4        | 155/114               | 385                 | 2012-2016    |
| 2.0 TDCi 105 | Duratorq ZSD-420 | 1997 см³ | 4        | 105/77                | 360                 | з 2016       |
| 2.0 TDCi 130 | Duratorq ZSD-420 | 1997 см³ | 4        | 130/96                | 385                 | з 2016       |
| 2.0 TDCi 170 | Duratorq ZSD-420 | 1997 см³ | 4        | 170/130               | 405                 | з 2016       |

### Габарити кузова[1]
| Версії кузова | Колісна база | Об'єм багажника | Довжина грузової платформи | Висота грузової платформи | Довжина автомобіля |
| ------------- | ------------ | --------------- | -------------------------- | ------------------------- | ------------------ |
| L1H1          | 2933 мм      | 5,95 м³         | 2555 мм                    | 1406 мм                   | 4972 мм            |
| L2H1          | 3300 мм      | 6,83 м³         | 2922 мм                    | 1406 мм                   | 5339 мм            |

### Безпека
За результатами краш-тесту, проведеного у 2012 році за методикою Euro NCAP, Ford Transit Custom отримав п'ять зірок за безпеку, що є найкращим результатом в своюму класі. При цьому за захист пасажирів він отримав 30 балів (84%), за захист дітей 44 балів (90%), за захист пішоходів 14 балів (48%), а за автивну безпеку 5 балів (71%).
| Результати Краш-тесту                 |                |
| Зірки згідно з Euro NCAP з Краш-тесту |                |
| Безпека пасажирів                     | 84% (30 балів) |
| Безпека дітей                         | 90% (44 бали)  |
| Безпека пішоходів                     | 48% (14 балів) |
| Активна безпека                       | 71% (5 балів)  |

## Друге покоління (з 2023)

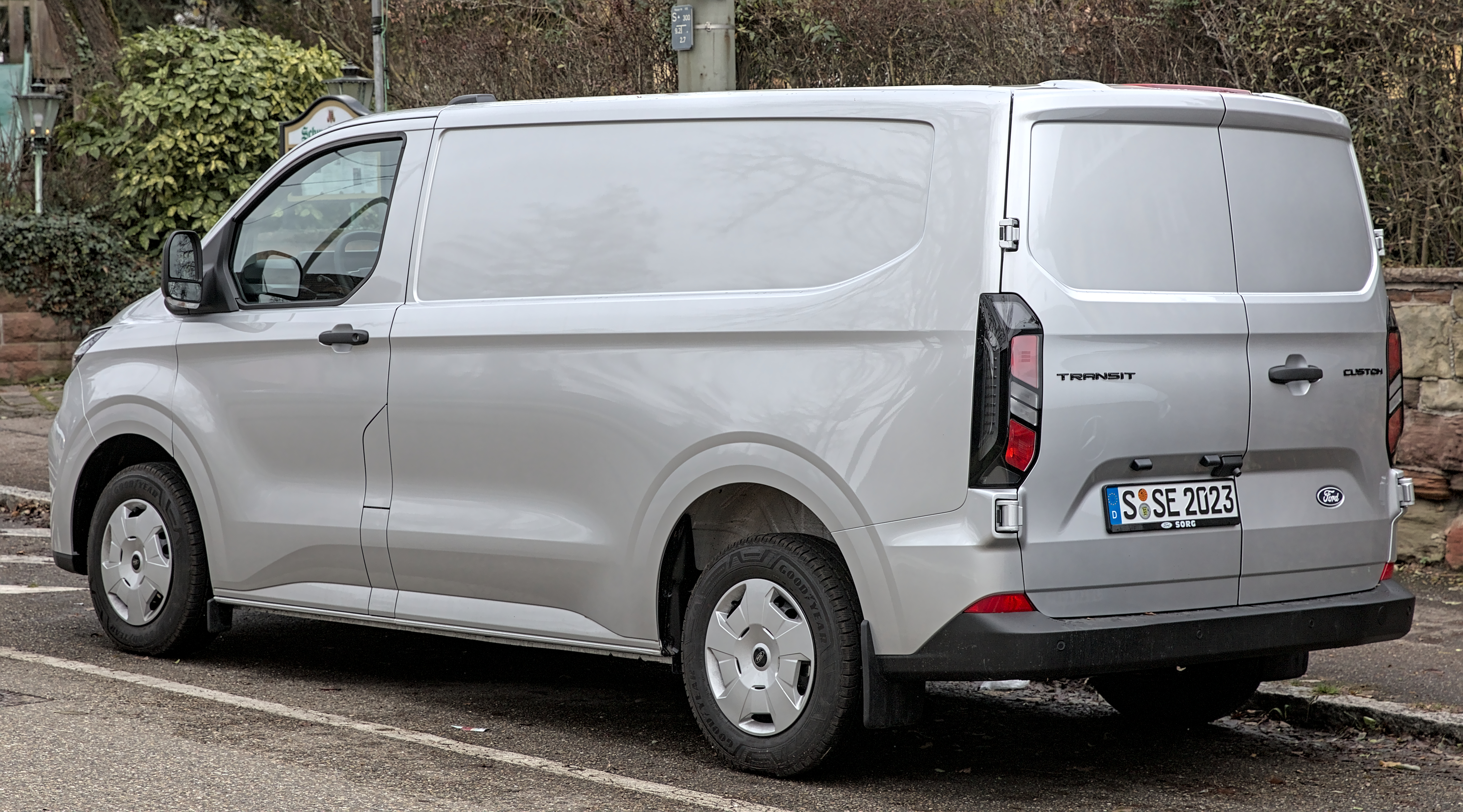

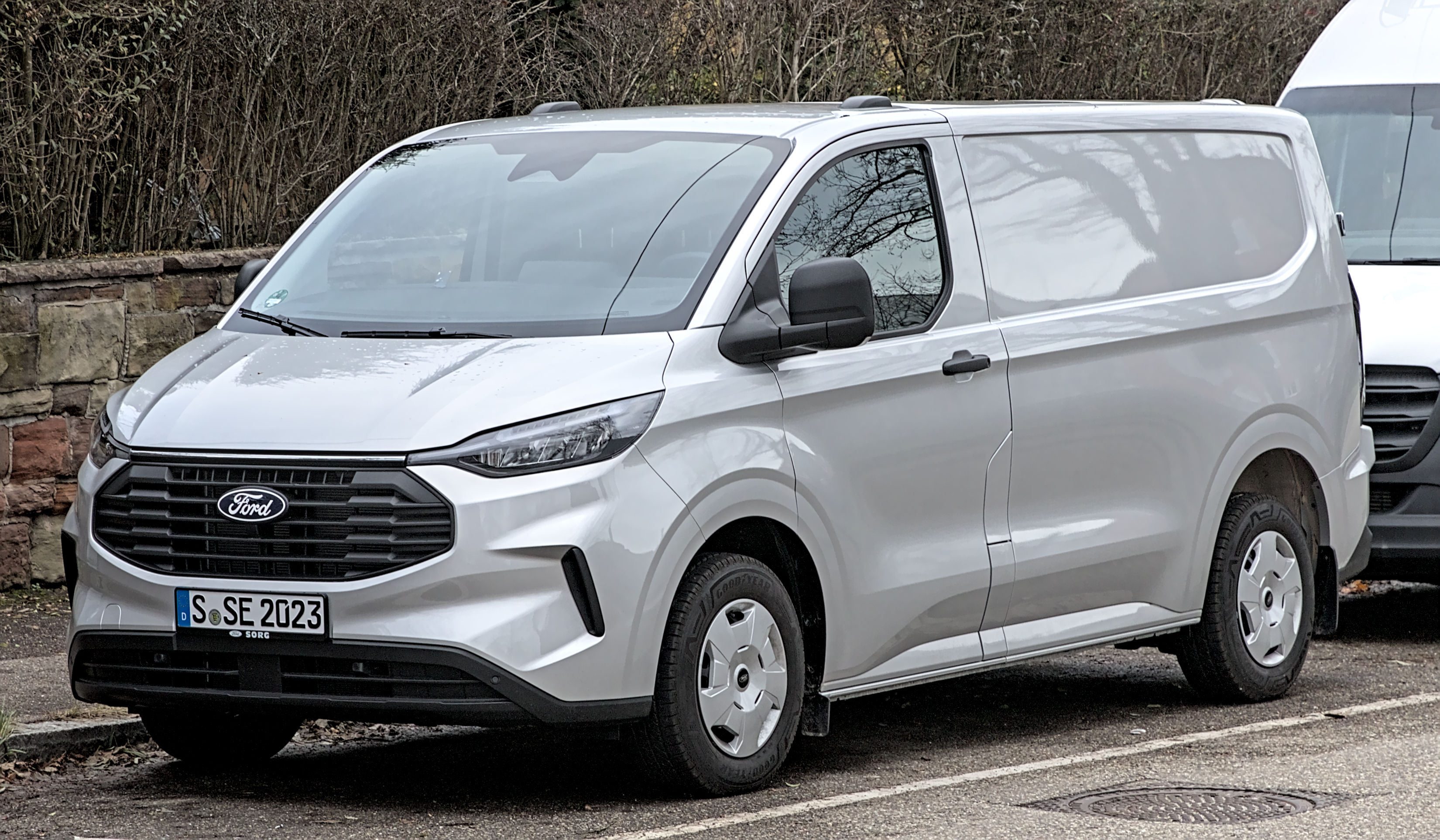
Ford Transit Custom ІІ (з 2023)

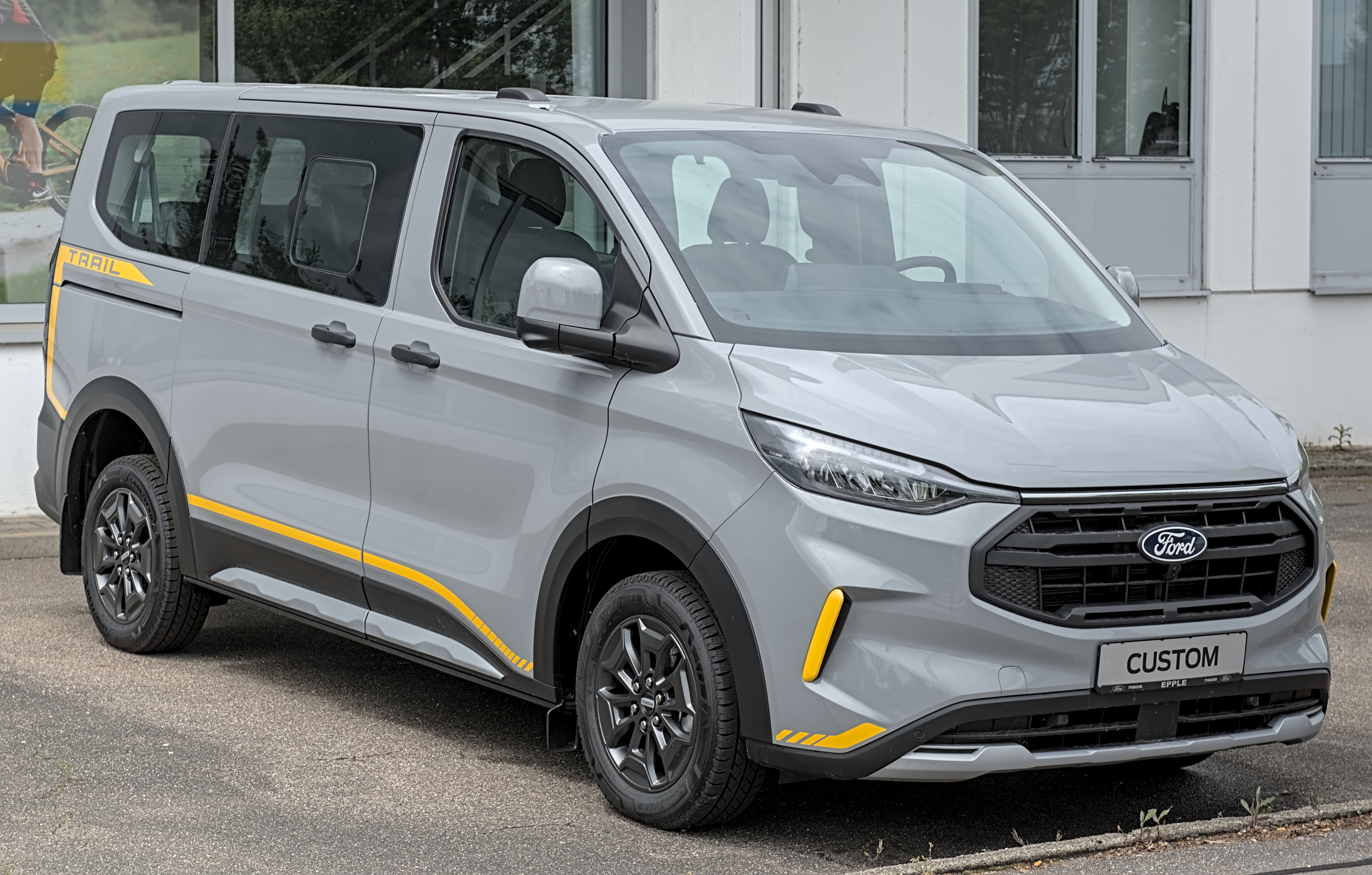
Ford Transit Custom Trail (з 2023)

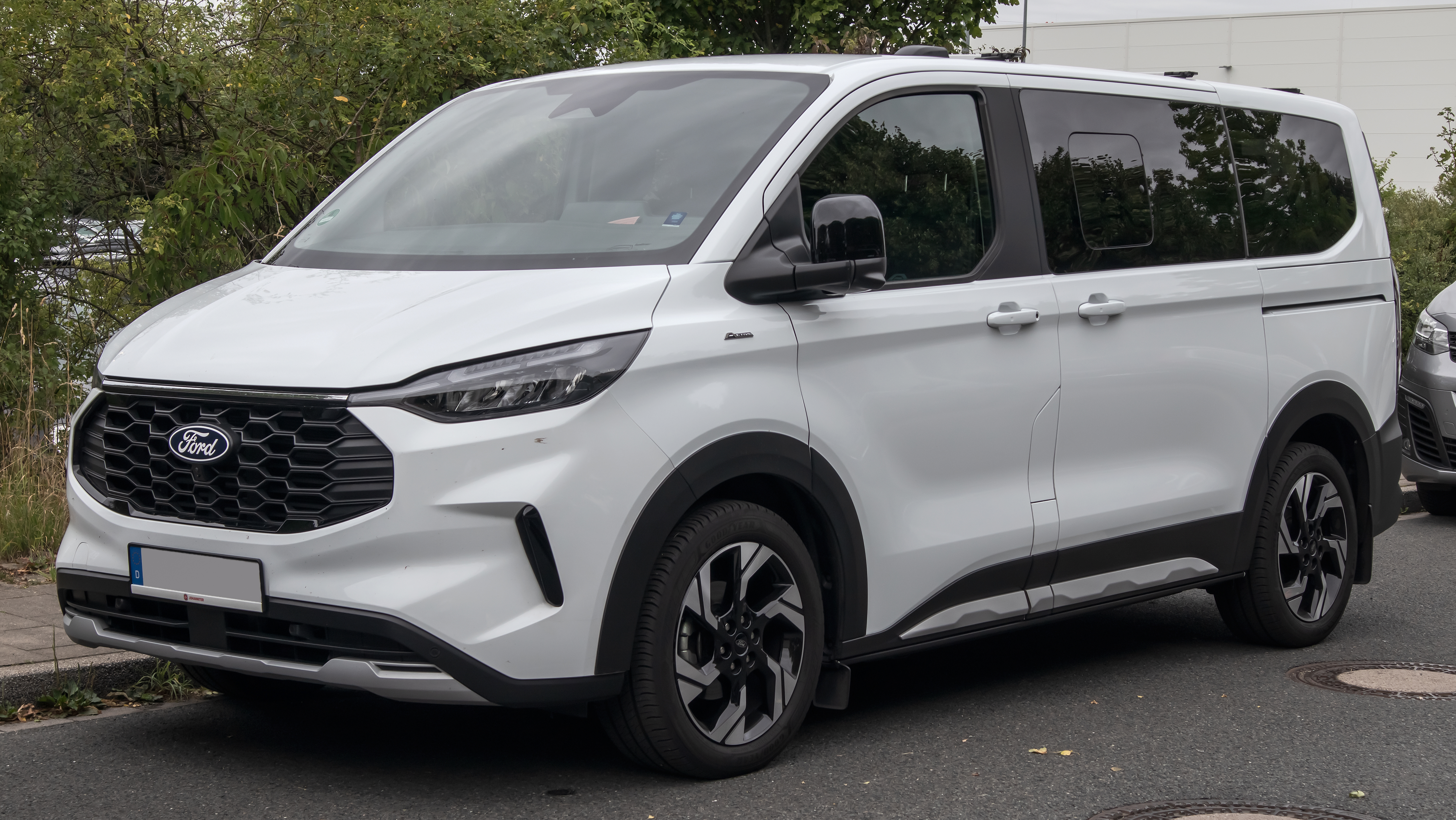
Ford Tourneo Custom AWD Active ІІ (з 2023)

Друге покоління Transit Custom було представлено у вересні 2022 року, а виробництво почалося на заводі Ford Otosan у 2023 році. Volkswagen Transporter (T7) побудований на основі цього покоління Transit Custom.

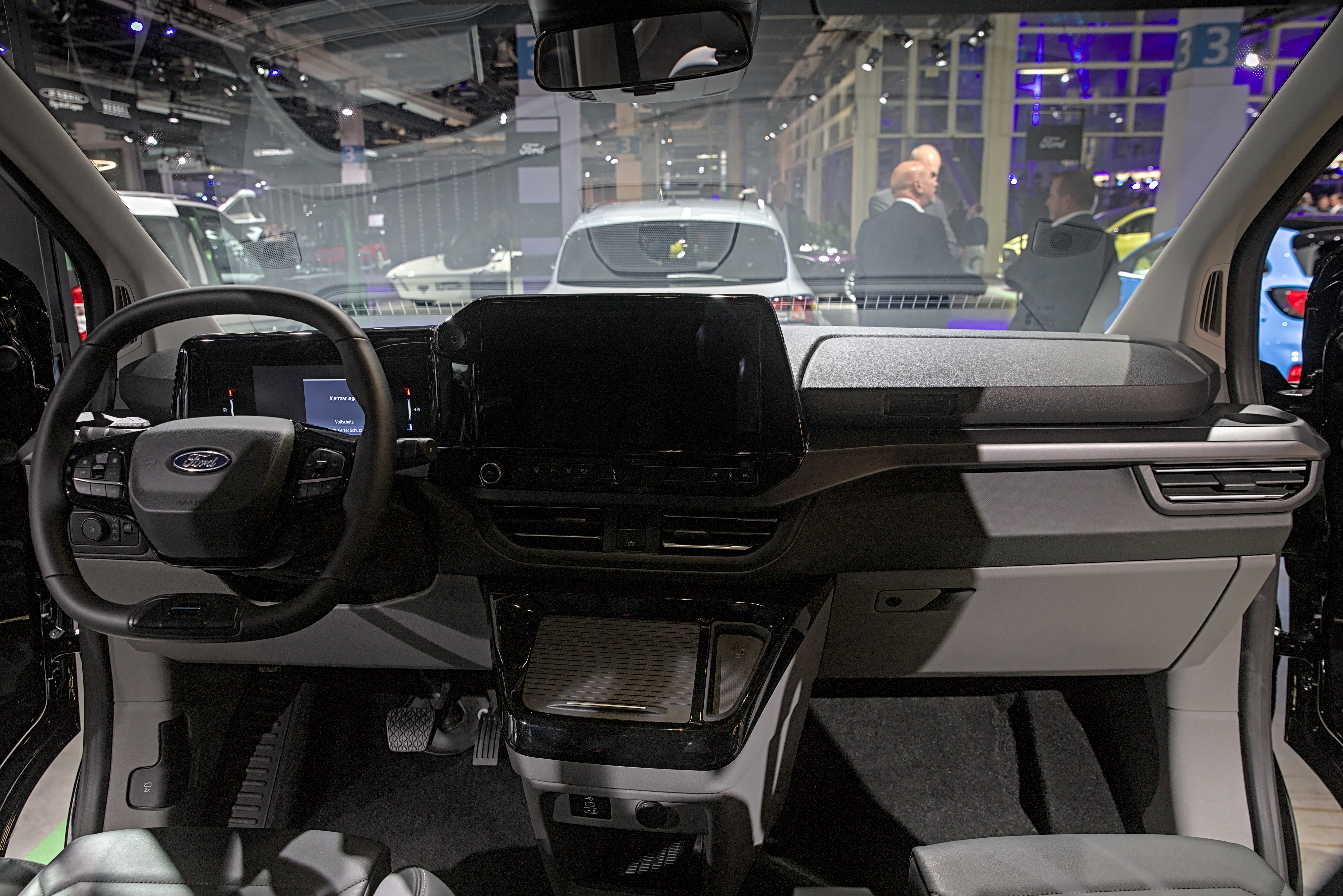

22 листопада 2022 року була представлена пасажирська версія Tourneo Custom. Як і панельний фургон, MPV буде доступний у електричній, гібридній і дизельній версіях, а також у варіанті кросовера Active.
В кінці листопада 2023 року Transit Custom обраний переможцем престижного конкурсу “Міжнародний фургон року 2024” (International Van of the Year 2024).

### E-Transit Custom
Виробництво E-Transit Custom розпочнеться у другій половині 2023 року на заводі Ford Otosan.
Тягова батарея E-Transit Custom на 400 В використовує ті самі елементи, що й Ford F-150 Lightning, із загальною корисною ємністю 74 кВт/год. Переглянута цільова дальність становить 380 км. Можлива зарядка на потужності до 125 кВт (постійний струм) або 11 кВт (змінний струм). Вихідна потужність тягового двигуна становить 130 або 210 к.с., залежно від вибору покупця, з максимальним вихідним крутним моментом 415 Н⋅м для обох варіантів.

### Двигуни
Дизельні:
- 2.0 L EcoBlue I4 109/134/148/168 к.с.

Hybrid:
- 2.5 L PHEV I4 222 к.с.

Електромобілі:
- електродвигун 130/210 к.с. 415 Нм акумулятор 74 кВт*год до 380 км запасу ходу (цикл WLTP)

## Нагороди
- Асоціація Euro NCAP визнала Ford Tourneo/Transit Custom найбезпечнішим мікроавтобусом 2012 року.[5]
- Ford Transit Custom отримав титул Міжнародний фургон 2013 року, 2020 та 2024 року.

## Продажі Ford Tourneo Custom
| Рік  | Європа |
| ---- | ------ |
| 2012 | 154    |
| 2013 | 4,800  |
| 2014 | 7,100  |
| 2015 | 9,700  |
| 2016 | 6,600  |
| 2017 | 13,500 |
| 2018 | 17,200 |
| 2019 | 23,067 |
| 2020 | 20,555 |
| 2021 | 26,033 |
| 2022 | 25,685 |